# Otus thilohoffmanni
El autillo de Thilo Hoffmann o autillo de Serendib (Otus thilohoffmanni) es una especie de ave estrigiforme de la familia Strigidae recientemente descubierta en Sri Lanka. Fue localizado originalmente por su llamada poco familiar poo-ooo en la selva de Kitulgala por el ornitólogo srilanqués Deepal Warakagoda. Seis años después, finalmente fue observado por Warakagoda en Sinharaja, y formalmente descrito como especie nueva para la ciencia en 2004. Aparte de Sinharaja y Kitulgala, también ha sido encontrado en la reserva Runakanda en Morapitiya y Eratna Gilimale. Es conocido como පඩුවන් බස්සා en cingalés.

## Hábitat
Habita en las selvas tropicales en la parte suroeste e Sri Lanka. No tiene competencia de otras aves nocturnas, sus territorios son completamente diferentes. Tiene una población muy pequeña, a finales de enero de 2006 sólo se conocía la existencia de 80 de ellas. Parece estar en declive debido a la pérdida y degradación de su hábitat. Como la mayoría de los búhos, es estrictamente nocturno y se alimenta principalmente de insectos.

## Descripción
A diferencia de las otras dos especies de autillos en Sri Lanka, el autillo indio (Otus bakkamoena) y el autillo oriental (Otus sunia), no tiene mechones en las orejas y su disco facial sólo está débilmente definido. En general, es de color marrón rojizo, con partes inferiores más pálidas, y manchado con finas marcas negras. Los iris son de color amarillo rojizo (más anaranjado en los machos) y las patas son de un color carnoso pálido. Los tarsos están emplumados por menos de la mitad de su longitud. Las garras y pico son de color marfil pálido.

## Situación taxonómica
En 2006 y 2007, dos documentos fueron publicados en la revista Loris por ornitólogos de Sri Lanka cuestionando si el autillo de Thilo Hoffmann era una especie distinta de otras especies de autillos encontrados en la India, y en caso afirmativo, si era en realidad un nuevo descubrimiento o redescubrimiento.
La especie ha sido posteriormente reconocida como una especie válida y distintas por dos de los autores que habían especulado anteriormente en su «incertidumbre taxonómica» en los documentos mencionados anteriormente, en sus siguientes obras
- Birds of Sri Lanka: A Tally List (2009) por C. D. Kaluthota and S. W. Kotagama.

- An Illustrated Guide to the Birds of Sri Lanka (2010) por S. W. Kotagama and G. Ratnavira.